# Adel Abdullah
Adel Ahmed Abdullah (Damasco, 12 gennaio 1984) è un ex calciatore siriano, di ruolo centrocampista.

## Carriera

### Club
Comincia a giocare in patria, con l'Al-Jaish. Nel 2008 passa all'Al-Ittihad Aleppo. Nel 2010, dopo una breve esperienza in Cina con il Nanchang B.H., torna in patria, all'Al-Karamah. Nel 2013 viene acquistato dall'Al-Nahda, squadra della massima serie omanita. Nel 2014 passa al Sur. Nel 2015 torna in patria, all'Al-Karamah.

### Nazionale
Ha debuttato in nazionale il 13 gennaio 2008, nell'amichevole Siria-Qatar (0-0). Ha messo a segno la sua prima rete con la maglia della nazionale il 2 gennaio 2010, nell'amichevole Siria-Zimbabwe (6-0), in cui ha messo a segno la rete del momentaneo 5-0. Ha partecipato, con la nazionale, alla Coppa d'Asia 2011. Ha collezionato in totale, con la maglia della nazionale, 29 presenze e una rete.